# Liste der Monuments historiques in Villers-en-Argonne
Die Liste der Monuments historiques in Villers-en-Argonne führt die Monuments historiques in der französischen Gemeinde Villers-en-Argonne auf.

## Liste der Immobilien
| Bezeichnung       | Beschreibung            | Standort                        | Kennzeichnung | Schutzstatus | Datum | Bild           |
| ----------------- | ----------------------- | ------------------------------- | ------------- | ------------ | ----- | -------------- |
| Kirche Notre-Dame | aus dem 15. Jahrhundert | Rue du Chemin de Chalons (Lage) | PA00078903    | Classé       | 1942  | weitere Bilder |

## Liste der Objekte
| Bezeichnung      | Beschreibung                                          | Standort                        | Kennzeichnung | Schutzstatus | Datum | Bild |
| ---------------- | ----------------------------------------------------- | ------------------------------- | ------------- | ------------ | ----- | ---- |
| Weihwasserbecken | Gusseisen, bezeichnet 1605; aus dem Kloster Châtrices | in der Kirche Notre-Dame (Lage) | PM51001177    | Classé       | 1908  |      |